# Coronación de Pedro I de Brasil
La Coronación de Pedro I de Brasil como emperador del Imperio de Brasil ocurrió en la Capilla Imperial de la ciudad de Río de Janeiro, Brasil, el 1 de diciembre de 1822 luego de que él mismo proclamara la independencia de Brasil con relación al Reino de Portugal que ocurriera el 7 de septiembre de 1822 y de la oficialización de la aclamación el 12 de octubre del mismo año.

## Antecedentes
Tras la proclamación de la Independencia de Brasil, era necesario que Pedro I consolidara el poder y demostrara la legitimidad de su reinado. El 12 de octubre, en su cumpleaños 24, Pedro fue aclamado emperador. Incluso bajo la lluvia en el Campo de Santana, los cariocas acudieron en gran número a presenciar el acontecimiento. En esa ocasión, Pedro aceptó su título de «Emperador Constitucional» y «Defensor Perpetuo de Brasil», y fue recibido con vítores, tres descargas de infantería y 101 salvas de artillería.

## Coronación

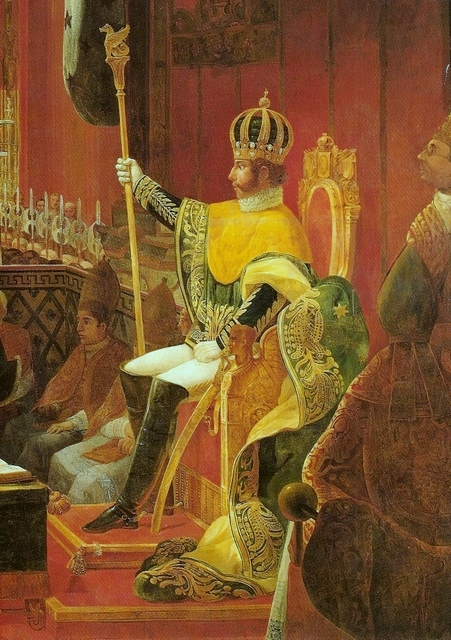
Coronación, detalle de la obra de Jean-Baptiste Debret

El 1 de diciembre de 1822, el Emperador fue consagrado y coronado. La ceremonia reunió características francesas y germánicas, como el corte del aire por espadas.

## Premios
La Orden Imperial de la Cruz fue concedida el día de la coronación. Brasileños y extranjeros de importancia en la vida política de Brasil en la época fueron honrados con la orden, la primera exclusivamente brasileña, aunque de inspiración francesa.

## Acontecimientos recientes - 200 años
En 2022, con motivo de los 200 años de la coronación y como parte de las celebraciones del Bicentenario de la Independencia de Brasil, según informa Ancelmo Gois en el portal O Globo, la coronación se escenificará en una asociación entre Cesgranrio y la Comisión para la Preservación del Patrimonio Histórico y Cultural de la Archidiócesis de Río de Janeiro el 1 de diciembre de 2022.